# Большая Сука
Больша́я Сука́ (реже — Большой Сукан, Большой Суук) — горный хребет в системе Уральских гор, расположенный в Челябинской области.

## Описание

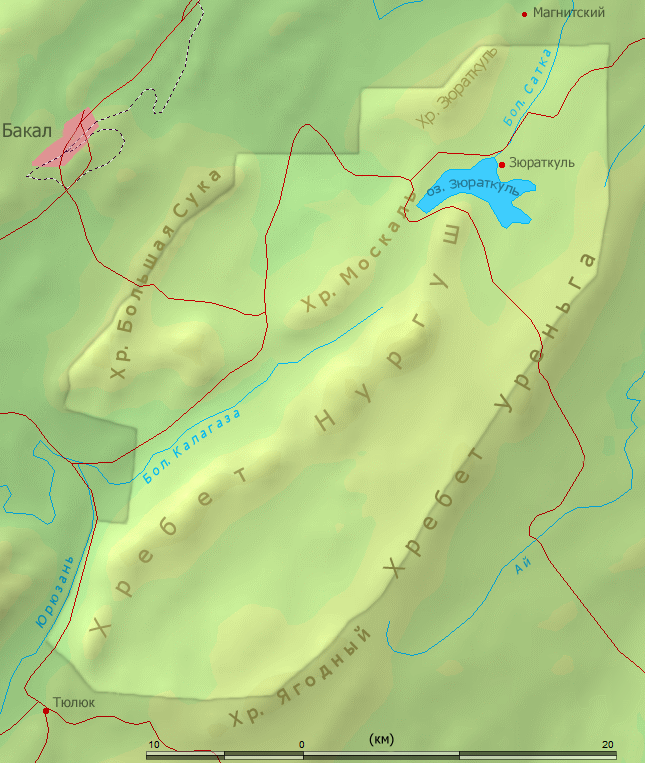
Схема национального парка «Зюраткуль»

Хребет частично расположен в границах национального парка «Зюраткуль», между реками Малая Сатка и Юрюзань. Относится к так называемому центральному, хребтово-увалистому району зоны западных высоких предгорий. Аналогично большинству горных цепей Южного Урала хребет Большая Сука простирается с юго-запада на северо-восток. На юго-востоке к Большой Суке примыкают две горы Большой и Малый Уван. На юге Большая Сука граничит с долиной реки Юрюзань, за которой расположен хребет Зигальга. Продолжением восточной ветви Большой Суки (Увана) на северо-восток является хребет Москаль, затем — хребты Зюраткуль и Магнитный. Эта 50-километровая цепь хребтов тектонически является единым антиклинорием.
Высоты Большой Суки практически на всем протяжении превышают 1000 метров. Хребет отличается наличием большого числа скал, утёсов, уступов и каменных сбросов. Исключение составляет север хребта — там расположено обширное плато.

## Название
П. С. Паллас в XVIII веке зафиксировал два варианта названия соседствующей пары хребтов (Большой и Малой Суки): Сука и Сукатау. Существует три версии происхождения названия.
- От татарского сука, башкирского һуҡа, что означает «соха». Отдалённое сходство с сохой действительно отмечается, если смотреть на хребет с определенного ракурса и расстояния. Поскольку тюркское слово заимствовано из русского языка, такое название хребет мог приобрести лишь в сравнительно недавнее время, что довольно сомнительно.
- От башкирского суҡы — «сопка», «пик», «островерхие выступы скал на вершине горы», «гребень горы», то есть «гора с каменистым гребнем»[6]. В связи с тем, что Сука состоит из двух хребтов, а не из одной горы, такой вариант также маловероятен.
- Наиболее вероятно происхождение от башкирского сыуык (суук) — «холодный». Но в этом случае стоит учитывать возможное татарское либо татаризированное происхождение оронима (ср. татарское суык — «холодный» и башкирское һыуыҡ с тем же значением)[7].

Известный уральский топонимист А. К. Матвеев отмечал, что русские жители из села Тюлюк называют хребет «Сука», мотивируя это тем, что там очень неудобные места для ходьбы.

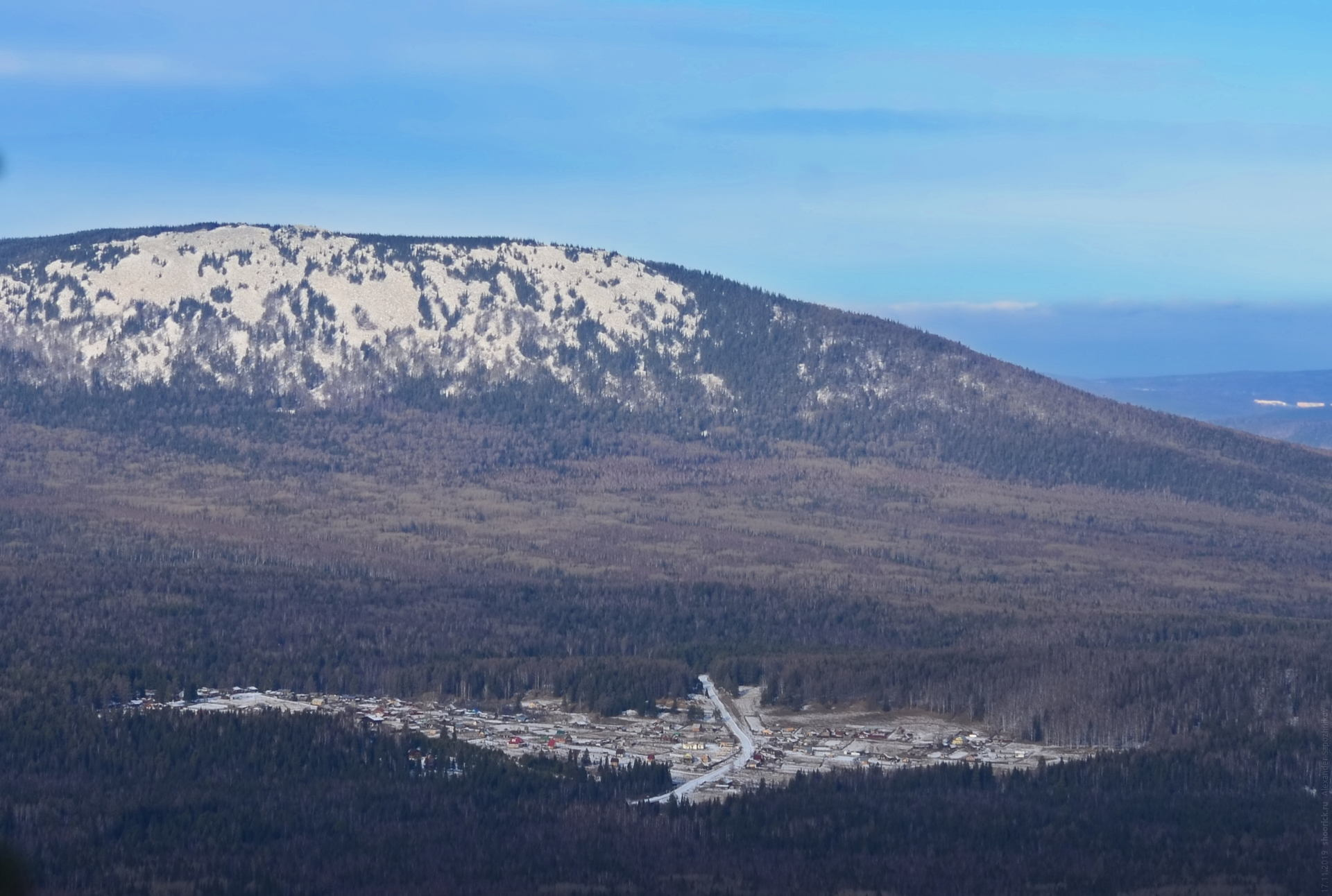
Одна из высот Большой Суки и посёлок Сибирка (вид с хребта Москаль)